# Io, suo padre
Io, suo padre («Yo, su padre» en italiano) es una película de drama deportivo italiana de 1939 dirigida por Mario Bonnard y protagonizada por Erminio Spalla, Mariella Lotti y Clara Calamai.
Se rodó en los Scalera Studios de Roma. Los decorados de la película fueron diseñados por el director de arte Ottavio Scotti.

## Argumento
Un exboxeador entrena a su hijo y lo lleva a ganar el campeonato italiano de peso mediano. El chico, sin embargo, es presa fácil de una mujer rica casada. El joven renuncia a las penurias del deporte para seguirla en lujosos complejos invernales. En cierto momento le propone a la mujer casarse con ella pero ella, que no quiere perder su ventajosa relación, se niega, aconsejando al joven que no cambie la naturaleza de su relación. Es entonces cuando el chico mide toda la bajeza de su situación y regresa a casa. Sus padres lo reciben con alegría y él retoma su compromiso con el deporte.

## Reparto
- Erminio Spalla como Romolo Tonelli.
- Augusto Lanza como Masetto Tonelli.
- Evi Maltagliati como Eva.
- Mariella Lotti como Anna.
- Clara Calamai como Renata.
- Margherita Bagni como Amalia Tonelli.
- Carlo Romano como Giorgio.
- Guido Notari como Roberto.
- Piero Pastore como Sandro.
- Vittorio Venturi como Radesio.
- Lauro Gazzolo como Sardella.
- Aristide Garbini como Luigi.
- Gemma Bolognesi como Sra. Giulia.
- Gildo Bocci como espectador.
- Alfredo Varelli como cliente en el bar de la piscina.
- Gianni Agus como amigo y fan de Masetto.
- Virgilio Riento como el caballero.
- Enrico Urbinati
- Aleardo Ward
- Otello Toso
- Dina Sassoli
- Giulio Battiferri
- Ernesto Gentili
- Liliana Vismara